# Шультен, Адольф
Адольф Шультен (нем. Adolf Schulten; 27 мая 1870, Эльберфельд — 19 марта 1960, Эрланген) — немецкий историк и археолог.
В 1892 г. получил степень доктора геологии в Боннском университете. При поддержке Института археологии проводил исследовательскую работу в Италии, Африке и Греции. Получив кафедру преподавателя древней истории в Эрлангенском университете, продолжил работу в Испании. До настоящего времени считается одним из крупнейших исследователей доримской истории Испании.
В 1905—1912 гг. проводил раскопки кельтиберского города Нуманция и близлежащих римских лагерей. Результаты этих раскопок ярко воссоздают оригинальность иберийской культуры и героическую борьбу древних иберов против римского господства. В 1924 г. Шультен безуспешно занимался поисками местонахождения Тартесса. Он также посвятил вопросу о Тартессе ряд научных работ (среди них особенно важна его книга «Tartessos...» Hamburg, 1922). Начиная с 1948 г. Шультен работал на руинах Таррако, а также исследовал греческое поселение Менаке, поле битвы при Мунде и поселение Сегеда.
В знак признания своих заслуг получил почётную докторскую степень в Барселонском университете и Большой крест испанского ордена Альфонса X Мудрого в 1941 г. Был ведущим автором Австрийского института археологии и Мадридской академии истории.
Шультен пытался прочесть надписи палеоиспанским письмом, исходя из мнимого сходства знаков с греческими. Вскоре после публикации работ М. Гомеса-Морено чтения Шультена были отвергнуты.

## Избранные сочинения
- Die römischen Grundherrschaften. Eine agrarhistorische Untersuchung. Felber, Weimar 1896.
- Die Keltiberer und ihre Kriege mit Rom. Bruckmann, München 1914 (Numantia, 1).
- Tartessos. Ein Beitrag zur ältesten Geschichte des Westens. Friederichsen, Hamburg 1922. 2., umgearbeitete Auflage. Cram, de Gruyter & Co, Hamburg 1950. (Auch spanische Übersetzung.)
- Idyllen vom Lago Maggiore. Palm und Enke, Erlangen 1922. 3. Auflage 1953.
- (Hrsg.): Avieni Ora maritima (Periplus Massiliensis saec. VI. a. C.). Bosch, Barcelona 1922.
- Sertorius. Dieterich, Leipzig 1926.
- Die Lager des Scipio. Bruckmann, München 1927 (Numantia, 3).
- Die Lager bei Renieblas. Bruckmann, München 1929 (Numantia, 4).
- Geschichte von Numantia. Piloty & Loehle, München 1933 (auch span. Übersetzung).
- Masada, die Burg des Herodes und die römischen Lager. Hinrichs, Leipzig 1933.
- Cincuenta y cinco años de investigación en España. Rosa, Reus 1953.
- Iberische Landeskunde. Geographie des antiken Spanien. 2 Bände. Heitz, Strasbourg 1955—1957 (auch spanische Übersetzung). Bd. 1 in 2. Auflage 1974.
- Los Cántabros y Astures y su guerra con Roma. Espasa-Calpe, Madrid 1962.
- Cartagena en la antigüedad. Áglaya, Cartagena 2004.
- Adolf Schulten. Epistolario y referencias historiográficas. Egartorre, Madrid 2008.
- Шультен А. Тирсены в Испании: (Нов. данные об иберийск. языке) // Вестн. древ. истории. — 1941. — № 1. — С. 8 — 30.